# Trematon Castle
Trematon Castle er en fæstning, der ligger tæt ved Saltash i Cornwall, England. Den var hovedsæde i baroniet Trematon. Den er bygget i samme stil som den senere Restormel Castle, med et keep fra 1100-tallet. Trematon Castle ligger med udsigt over Plymouth Sound og blev givetvis bygget af Robert, Greve af Mortain på ruinerne af et tidligere romersk fort; det var en motte-and-baileyfæstning og er dateret til kort efter den normanniske erobring af England. Den ligger på et højt punkt knap 2,5 km sydøst for landsbyen Trematon.
Fæstningen fremstår i dag som en ruin, men er åben for offentligheden.